# Liste de fortifications aux Pays-Bas
Cet article contient une liste de forts, fortifications, citadelles et places fortes aux Pays-Bas par province.

## Brabant-Septentrional
- Bréda
- Berg-op-Zoom
- Bois-le-Duc
- Grave
- Heusden
- Klundert
- Oosterhout
- Terheijden
- Willemstad
- Woudrichem

## Drenthe
- Coevorden
- Een
- Emmen

## Frise
- Dokkum
- Kornwerderzand
- Sloten
- Wonsstelling (nl), ligne de fortifications reliant Zurich, Gooijum, Haijum, Wons, Makkum et défendant Kornwerderzand et la digue Afsluitdijk qui mène en Hollande-Septentrionale. Cette ligne de défense fut particulièrement mise à l'épreuve durant la Bataille des Pays-Bas en mai 1940.

## Groningue
- Bellingwolde
- Bourtange
- Nieuweschans
- Oudeschans
- Vlagtwedde

## Gueldre
- Arnhem
- Buren
- Culembourg
- Doesburg
- Elburg
- ligne Grebbe (nl)
- Groenlo
- Harderwijk
- Hattem
- Heerewaarden
  - Fort Saint-André
- Nimègue
- Poederoijen
- Zaltbommel
- Zutphen

## Hollande-Septentrionale
- Ligne de défense d'Amsterdam
- Enkhuizen
- Haarlem
- Hoom
- Naarden
- Ligne de Beverwijk

## Hollande-Méridionale
- Bodegraven
- Brielle
- Delft
- Gorkum
- Hellevoetsluis
- Leyde
- Nieuwpoort
- Schoonhoven
- Vianen
- Wierickerschans
- Fortifications des bouches de la Meuse et du Haringvliet (1874)
  - Hellevoetsluis
  - Brielle
  - Fort de Penserdijk
  - Fort de Noorddijk
  - Fort de Hoek van Holland

## Limbourg
- Fauquemont-sur-Gueule
- Maastricht
  - Fort Saint-Pierre
- Mook
- Sittard
- Stevensweert : le fort est notamment évoqué au titre d'une bataille napoléonienne menée sur les lieux en 1793 par le colonel Moreau.

## Overijssel
- Kampen
- Steenwijk
- Zwolle

## Utrecht
- Amersfoort
- Utrecht

## Zélande
- Aardenburg
  - Fort Nieuw Terhofstede
  - Fort Oranje
- L'Écluse
- Flessingue
- Fort Rammekens
- Hulst
- Veere
- Ysendyck
- Zierikzee

## Forts de laStelling van Amsterdam(Ligne de défense d'Amsterdam)
- Fort bij Edam
- Fort bij Kwadijk
- Fort Benoorden Purmerend
- Fort aan de Nekkerweg
- Fort aan de Middenweg
- Fort aan de Jisperweg
- Fort bij Spijkerboor
- Fort bij Marken-Binnen
- Fort bij Krommeniedijk
- Fort aan Den Ham
- Fort bij Veldhuis
- Fort aan de St. Aagtendijk
- Fort in de Zuidwijkermeerpolder
- Fort bij Velsen
- Fort bij Ĳmuiden
- Fort Benoorden Spaarndam
- Fort Bezuiden Spaarndam
- Fort bij Penningsveer
- Fort aan de Liebrug
- Fort De Liede
- Fort bij Vijfhuizen
- Batterij aan de IJweg
- Fort bij Hoofddorp
- Batterij aan de Sloterweg
- Fort bij Aalsmeer
- Fort bij Schiphol
- Fort bij Kudelstaart
- Fort bij De Kwakel
- Fort aan de Drecht
- Fort bij Uithoorn
- Fort Waver-Amstel
- Fort in de Waver-Botshol
- Fort aan de Winkel
- Fort bij Abcoude
- Fort Nigtevecht
- Fort bij Hinderdam
- Fort Uitermeer
- Vesting Weesp
- Vesting Muiden (avec Westbatterij et Muizenfort)
- Batterij bij Diemerdam
- Fort Pampus
- Batterij bij Durgerdam

## Fortifications de laNieuwe Hollandse Waterlinie(entre l'ancienne Zuiderzee et le Lek)
- Vesting Naarden
- Fort Ronduit
- Batterijen of werken aan de Karnemelksloot
- Vijf batterijen ten zuiden van Naarden (cinq batteries)
- Infanteriestelling

- Vesting Muiden
- Muiderslot et enceinte
- Westbatterij
- Vesting Weesp
- Batterij aan de Roskam
- Fort Uitermeer près de Weesp
- Fort Hinderdam près de Weesp
- Het fort Kijkuit ou redoute op de Kortenhoefse Zuwe à Vreeland
- Fort Spion ou redoute aan de Bloklaan à Loosdrecht
- Fort Nieuwersluis
- Batterij op de westelijke Vechtoever
- Fort bij Tienhoven ou redoute aan de Tienhovense Vaart près de Breukelen
- Het werk bij Maarsseveen
- Fort aan de Klop près de Zuilen
- Fort de Gagel près de Utrecht
- Fort Blauwkapel près de Utrecht
- Gedekte gemeenschapswegen rond Utrecht
- Fort op de Biltstraat près de Utrecht
- Werken bij Griftestein
- Fort 't Vossegat
- De vier lunetten op de Houtense Vlakte près de Utrecht
- Fort op de Ruigenhoekse Dijk
- Fort op de Voordorpse Dijk près de Utrecht
- Werk aan de Hoofddijk
- Fort bij Rijnauwen près de Bunnik
- Fort bij Vechten
- Fort bij het Hemeltje près de Houten
- Batterijen aan de Overeindse Weg
- Fort bij Jutphaas
- Verdedigingswerk te Vreeswijk
- Werk aan de Waalse Wetering près de Houten
- Batterij aan de Noorder Lekdijk
- Fort Honswijk près de Houten
- Lunet bij Honswijk of Lunet aan de Snel
- Gedekte gemeenschapsweg près du fort Honswijk
- Werk aan de Korten Uitweg près de Houten
- Werk aan de Groeneweg
- Batterij aan de zuidelijke Lekdijk
- Fort Everdingen près de Culemborg
- Werk aan het Spoel
- Geschutsbanken achter de Diefdijk
- Werk op de spoorweg bij de Diefdijk (ouvrage du chemin de fer)
- Batterij aan de Diefdijk près de Asperen
- Batterij aan de Meerdijk
- Fort / werk bij Asperen
- Wapenplaats bij Asperen (place d'armes)
- Batterij aan de Nieuwe Lingedijk
- Fort bij de Nieuwe Steeg
- Batterij bij de Broekse Sluis
- Fort bij Vuren
- Batterijen bij Dalem
- Vesting Gorinchem
- Fort Loevestein près de Poederoijen
- Batterij onder Brakel
- Batterij onder Poederoijen
- Geschutsstanden op de dam in de Maas (abris sur la digue)
- Vesting Woudrichem
- Batterij in de Postweide
- Fort Giessen
- Fort aan de Uppelse Dijk près de Werkendam
- Batterij aan de grote weg, achter het fort aan de Uppelse Dijk
- Werk aan de Bakkerskil près de Werkendam
- Fort bij het Steurgat à Werkendam
- Fort Pannerden près de Doornenburg (sur le Waal, à l'extrémité du canal de Pannerden, Pannerdens Kanaal)